# 세르게이 테튜힌
세르게이 유리예비치 테튜힌(러시아어: Серге́й Ю́рьевич Тетю́хин, 1975년 11월 23일~)은 러시아의 배구 선수이다. 러시아 대표팀의 일원으로 올림픽에 6회 참가하여 금메달 1개(2012), 은메달 1개(2000), 동메달 2개(2004, 2008) 등 총 4개의 메달을 획득했으며 올림픽 배구에서 가장 많은 메달을 획득한 선수 중 한 명이 되었다.

## 개인사
아들인 파벨도 러시아 국가대표팀 소속으로 뛰고 있는 배구 선수이다.